# Guðmundur Hrafnkelsson
Guðmundur Hrafnkelsson (født 22. januar 1965) er en tidligere islandsk herrelandsholdspiller, der nåede at spille 407 for Islands herrerhåndboldlandshold.
Deltog ved OL 1988, OL 1992 og OL 2004.